# 死者の日

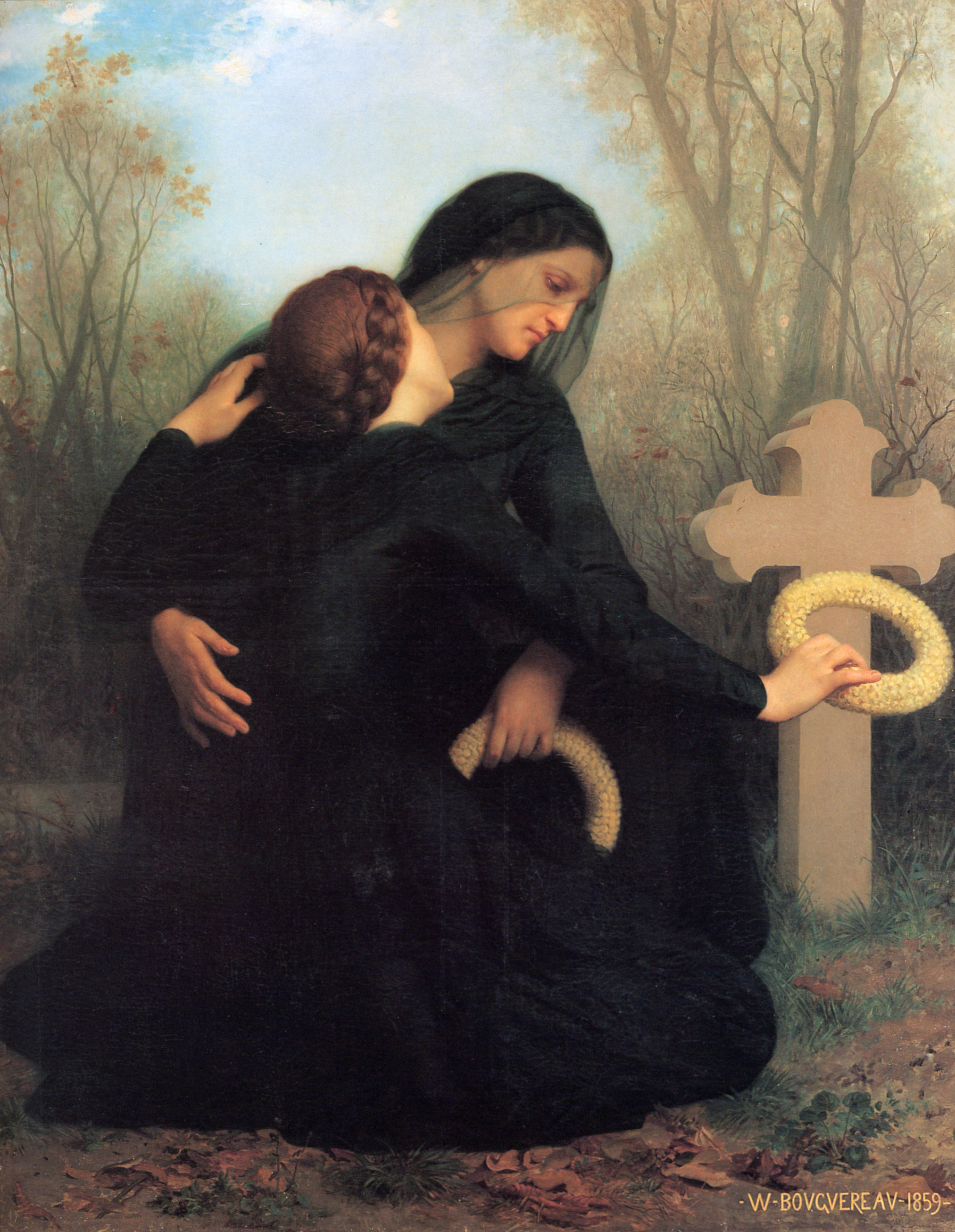
死者の日を描いた絵画

死者の日（ししゃのひ）または万霊節（ばんれいせつ、All Souls’ Day）は、キリスト教で全ての死者の魂のために祈りを捧げる日である。ローマ・カトリック教会では正式には「The Commemoration of All the Faithful Departed」（信仰を持って逝った人全ての記念日）と呼ぶ。11月は「死者の月」とされる。

## 起源
カトリックでは、人間が死んだ後で、罪の清めが必要な霊魂は煉獄での清めを受けないと天国にいけないが、生きている人間の祈りとミサによってこの清めの期間が短くなるという考え方がある。死者の日はこのような発想にもとづいて、煉獄の死者のために祈る日という性格がある。
死者のために祈るという発想自体は古代からあったが、キリスト教の歴史の中で死者の日というものを取り入れたのはクリュニー修道院の院長オディロ (c.962–c.1048) であるといわれている。
ペトルス・ダミアニの記した『聖オディロ伝』には、オディロと死者の日についてこんな話がある:
聖地から帰った巡礼者が嵐によってとある孤島に打ち上げられた。そこには1人の修道士が住んでいた。男はその修道士からある岩を示された。その岩のすきまから煉獄の様子が窺えるというのだ。男が覗き込むと煉獄で苦しむ人々の声が聞こえる。修道士は悪魔が「死者のために祈られると死者の魂が早く天国へいってしまうから不愉快だ」とぼやいているのも聞いたと男に語った。男は故郷に帰ると、すぐにオディロに会ってその話を伝えた。そこでオディロは11月2日を死者の日と定めたので、こうして死者の霊魂のために祈りを捧げる習慣が生まれた。そしてクリュニー修道院から系列修道院へとその習慣が伝えられ、やがてフランスから西欧全体へと広まった。

## 各地・各教派の死者の日

### カトリック教会
カトリック教会では、諸聖人の日（諸聖人の祭日・万聖節）の翌日の11月2日が死者の日である。死者の日が主日と重なった場合も、死者の日のミサが捧げられる。カトリック教会では、ミサの聖書朗読配分が定められているが、死者の日に関しては固定されておらず、死者のためのミサのものから自由に選べる。

### プロテスタント諸国
大陸ヨーロッパの国々ではプロテスタントが主流の国であっても死者の日は廃止されなかった。マルティン・ルターは聖書に根拠のないすべてのキリスト教伝統を廃止しようとしたが、それでもザクセン地方から死者の日の習慣を廃止するには至らなかった。死者の日は単なる教会暦の祝い日という枠を超えて、人々の文化の中に根付いていたのである。フランスでは死者の日になると墓に飾りをほどこし、ドイツでは墓に花を飾るなど地方によって独自の習慣がある。
プロテスタント教会では聖徒の日、諸聖徒日、召天者記念日などとして主日の礼拝を捧げる教会もある。

### 聖公会
宗教改革の時代、イングランド国教会では死者の日が一時期廃止された。しかし、のちの聖公会では復活し、日本聖公会においては諸魂日（しょこんび）と呼ばれて小祝日とされている。

### 東方教会
東方正教会や東方典礼カトリック教会では、死者の日は年に何度かの土曜日に祭られる。

### メキシコ
メキシコでは、アステカの風習と習合した。万聖節の11月1日と万霊節の11月2日を死者の日として祭る。